# Maison de Gonzague de Luzzara
 (juillet 2024).
Si vous disposez d'ouvrages ou d'articles de référence ou si vous connaissez des sites web de qualité traitant du thème abordé ici, merci de compléter l'article en donnant les références utiles à sa vérifiabilité et en les liant à la section « Notes et références ».

Blason de la maison de Gonzaga (v. 1433)

La lignée de Luzzara est une branche « cadette » de la maison Gonzague.
Le fief de Luzzara faisait partie des possessions du marquis Jean-François de Mantoue qu'il distribua en héritage à ses trois fils. À sa mort en 1444, le fief de Luzzara fut transmis au puîné, Charles (avec les fiefs de Sabbioneta et Bozzolo). À la mort de Charles, en 1456, son fils Ugolotto en hérita. Ce dernier décédant sans descendance, c'est le frère aîné de Charles, Louis III de Mantoue, qui redistribua les terres à ses propres fils et c'est à Rodolphe, le cadet, que le fief de Luzzara échut (ainsi que ceux de Castiglione, Solférino, et Povoglio).
Le frère aîné de Rodolphe, Frédéric (1440-1484), poursuivit la lignée des marquis mantouans sous le titre de Frédéric Ier dit le Bossu (1478-1484). Le puîné, Jean-François (1443-1496), fut le fondateur de la lignée de Sabbioneta et Bozzolo. Une de ses sœurs, Dorothée (it), devint duchesse en épousant le duc de Milan Galéas Marie Sforza. Une autre sœur, Barbara, épousa le duc de Wurtemberg Eberhard Ier. Rodolphe eut deux fils, Jean-François et Louis-Alexandre, qui poursuivirent respectivement les lignées de Luzzara et de Castiglione et Solférino.
En 1747, Marie-Thérèse d'Autriche s'empara des terres de Luzzara et les intégra au duché de Parme et Plaisance. Le traité d'Aix-la-Chapelle de 1748 remit ces duchés entre les mains de Ferdinand VI d'Espagne.
La lignée de Luzzara s'éteignit avec Jean, 8e duc et dernier survivant.

## Descendance de Rodolphe de Castiglione
note : Seules les descendances des hommes de la lignée sont développées. Le cas échéant, les descendances des femmes renvoient vers d'autres généalogies.

abréviations utilisées : NC = Non Connu, SD = Sans Descendance, SDC = Sans Descendance Connue (ou notoire), ca = circa (vers)
```
Rodolphe
 (1452-1495), 
seigneur de Castiglione
, de 
Solférino
 et de 
Luzzara
, 
comte de Rodrigo
,
                           vice-roi de Sicile et Milan
x1 1481 Anna Malatesta, fille de Sigismondo, seigneur de Rimini
x2 1484 Caterina Pico (1454-1501), fille de Gianfrancesco, comte de Concordia, seigneur de la Mirandole
│                                    et de Giulia Boiardo de Scandiano
│
├─>Paola (1486-1519)
│  x 1501 Don Giovanni Niccolò Trivulzio, marquis de Vigevano
│
├─>
Jean-François
 (1488-1524), 
co-seigneur de Luzzara
, de 
Castiglione
 et de 
Solférino
 avec son frère
│                          Louis-Alexandre de 1495 à 1521, puis seigneur unique de Luzzara (1521-1524)
│  x Laura Pallavicino, fille de Galeazzo, marquis de Busseto et d'Elisabetta Sforza
│  │
│  ├─>
Maximilien
 (1513-1578), 
seigneur et 
1
er
 
marquis
 en 1561 de Luzzara

│  │  x Caterina Colonna, fille de Prospero, duc de Marsi et de Giulia Colonna
│  │  │
│  │  ├─>Elisabetta
│  │  │  x 1565 Comte Teodoro Thiene
│  │  │
│  │  ├─>Eleonora
│  │  │  x Paolemilio Martinengo
│  │  │
│  │  └─>
Prosper
 (1554-1614), 
2
e
 
marquis
 de Luzzara
, marquis de Borgo San Martino
│  │  │  x1 1576 Isabella Gonzague, fille de Pirro Maria de Sabbioneta (non avéré)
│  │  │                             cf. 
lignée de Sabbioneta et Bozzolo

│  │  │  │
│  │  │  └─>
Frédéric I
er
 (NC-1630), 
3
e
 
marquis
 de Luzzara
,
│  │  │                            commandant en chef de la milice du duché de Mantoue
│  │  │  │  x1 Laura Torelli (NC-ca 1600), fille de Bonifazio, marquis de Casei
│  │  │  │                                    et de Laura Martinengo (SD)
│  │  │  │  x2 Elisabetta Gonzague de Poviglio (1586-1620)
│  │  │  │  │
│  │  │  │  └─>
Louis I
er
 (1602-1666), 
4
e
 
marquis
 de Luzzara

│  │  │  │  │  x 1634 Princesse Elena (1618-NC), fille du Prince Pirro Maria et de Francesca Gonzague,
│  │  │  │  │  │                                 cf. 
lignée de Vescovato

│  │  │  │  │  │
│  │  │  │  │  ├─>
Frédéric II
 (1636-1698), 
5
e
 
marquis
 de Luzzara

│  │  │  │  │  │  x 1667 Princesse Luigia (1653-1715), fille du Prince 
Ferdinand II de Castiglione

│  │  │  │  │  │  │                           et d'Olimpia Sforza de Caravaggio,
│  │  │  │  │  │  │                           cf. 
lignée de Castiglione et Solférino

│  │  │  │  │  │  │
│  │  │  │  │  │  ├─>
Silvia
 (1669-1742)
│  │  │  │  │  │  │  x 1694 
Silvio Gaëtan
, 
marquis de Palazzolo

│  │  │  │  │  │  │  │
│  │  │  │  │  │  │  └─>
lignée de Palazzolo

│  │  │  │  │  │  │
│  │  │  │  │  │  ├─>Isabella (1670-1739), nonne (SD)
│  │  │  │  │  │  │
│  │  │  │  │  │  ├─>Luigi (1673-1718), missionnaire jésuite, renonce à la succession (SD)
│  │  │  │  │  │  │
│  │  │  │  │  │  ├─>Maddalena (1676-1749), nonne (SD)
│  │  │  │  │  │  │
│  │  │  │  │  │  ├─>Fulvia (1678-NC)
│  │  │  │  │  │  │  x 1700 Fabio, marquis de Belprato, Prince de Crucoli et San Vito de Normanni
│  │  │  │  │  │  │
│  │  │  │  │  │  ├─>
Louis II
 (1679-1738), 
6
e
 
marquis
 de Luzzara

│  │  │  │  │  │  │  x  1702 Charlotte (1679-1734), fille de Charles-Henri de Choiseul, seigneur
│  │  │  │  │  │  │  │                        d’Isches et de Marie-Charlotte Bruneau de La Rabattalière
│  │  │  │  │  │  │  │
│  │  │  │  │  │  │  ├─>Olimpia (1704-NC), nonne à Milan (SD)
│  │  │  │  │  │  │  │
│  │  │  │  │  │  │  ├─>Federico (1705-1777), jésuite, renonce à la succession (SD)
│  │  │  │  │  │  │  │
│  │  │  │  │  │  │  ├─>Prospero (1708-1721) (SD)
│  │  │  │  │  │  │  │
│  │  │  │  │  │  │  ├─>Elena (1710-NC), nonne (SD)
│  │  │  │  │  │  │  │
│  │  │  │  │  │  │  ├─>
Basile
 (1711-1782), 
7
e
 
marquis
 de Luzzara

│  │  │  │  │  │  │  │  x 1738 Maria Borromeo (1712-1761), fille de Giovanni Benedetto,
│  │  │  │  │  │  │  │  │            marquis d'Angera, comte d'Arona et de Clelia Grillo de Mondragone
│  │  │  │  │  │  │  │  │
│  │  │  │  │  │  │  │  ├─>Carlo (1739-mort-né) (SD)
│  │  │  │  │  │  │  │  │
│  │  │  │  │  │  │  │  ├─>Luigia (1739-mort-né) (SD)
│  │  │  │  │  │  │  │  │
│  │  │  │  │  │  │  │  ├─>Maria Caterina (1740-1740) (SD)
│  │  │  │  │  │  │  │  │
│  │  │  │  │  │  │  │  ├─>Luigi Mariano (1741-1743) (SD)
│  │  │  │  │  │  │  │  │
│  │  │  │  │  │  │  │  ├─>Luigia (1743-1766)
│  │  │  │  │  │  │  │  │  x Marquis Giovani Maria Filippo Rangoni Comte de Castelcrescente
│  │  │  │  │  │  │  │  │
│  │  │  │  │  │  │  │  ├─>Federico (1744-1745) (SD)
│  │  │  │  │  │  │  │  │
│  │  │  │  │  │  │  │  └─>Isabella (1746-1746) (SD)
│  │  │  │  │  │  │  │
│  │  │  │  │  │  │  ├─>Rodolfo (1713-1716) (SD)
│  │  │  │  │  │  │  │
│  │  │  │  │  │  │  └─>
Jean
 (1721-1794), 
8
e
 
marquis
 de Luzzara

│  │  │  │  │  │  │     x 1766 Teresa Anguissola, fille de Gaetano, comte de Vigolzone et d'Anna Mansi
│  │  │  │  │  │  │     │
│  │  │  │  │  │  │     ├─>Carlotta (1767-1823)
│  │  │  │  │  │  │     │ x 1785 Massimiliano Stampa, marquis de Soncino
│  │  │  │  │  │  │     │
│  │  │  │  │  │  │     ├─>.Luigia (1768-NC)
│  │  │  │  │  │  │     │ x 1787 Stefano Sanvitale, comte de Fontanellato
│  │  │  │  │  │  │     │
│  │  │  │  │  │  │     ├─>Luigi (1769-1769) (SD)
│  │  │  │  │  │  │     │
│  │  │  │  │  │  │     └─>Ignazio (1772-1772) (SD)
│  │  │  │  │  │  │
│  │  │  │  │  │  ├─>Ferdinando (1681-1750), primat de la basilique ducale Sant’Andrea à Mantoue
│  │  │  │  │  │  │
│  │  │  │  │  │  ├─>Prospero (1682-1683) (SD)
│  │  │  │  │  │  │
│  │  │  │  │  │  ├─>Massimiliano (1683-1749), jésuite (SD)
│  │  │  │  │  │  │
│  │  │  │  │  │  ├─>Prospero (1685-1686) (SD)
│  │  │  │  │  │  │
│  │  │  │  │  │  ├─>Carlo (1687-1710) (SD)
│  │  │  │  │  │  │
│  │  │  │  │  │  ├─>Laura (1688-NC), nonne à Mantoue (SD)
│  │  │  │  │  │  │
│  │  │  │  │  │  ├─>Rodolfo (1690-1692) (SD)
│  │  │  │  │  │  │
│  │  │  │  │  │  └─>Eleonora (NC), nonne à Mantoue (SD)
│  │  │  │  │  │
│  │  │  │  │  ├─>Pirro (1638-1693) (SDC)
│  │  │  │  │  │
│  │  │  │  │  ├─>Massimiliano (1639-1640) (SD)
│  │  │  │  │  │
│  │  │  │  │  ├─>Luigi (1640-jeune) (SD)
│  │  │  │  │  │
│  │  │  │  │  ├─>Ercole (1643-1644) (SD)
│  │  │  │  │  │
│  │  │  │  │  ├─>Rodomonte (1645-NC), jésuite (SD)
│  │  │  │  │  │
│  │  │  │  │  ├─>Silvia (1647-1647) (SD)
│  │  │  │  │  │
│  │  │  │  │  └─>Isabella (NC)
│  │  │  │  │     x Comte Paolo Pola de Trévise
│  │  │  │  │
│  │  │  │  ├─>Prospero (1607-1675) (SDC)
│  │  │  │  │
│  │  │  │  ├─>Francesco (NC-1670), primat de la basilique ducale Sant’Andrea à Mantoue
│  │  │  │  │
│  │  │  │  ├─>Eleonora (NC-1665)
│  │  │  │  │ x 1625 Giovanni Filippo, comte von Thurn-Hofer und Valsassina
│  │  │  │  │
│  │  │  │  ├─>Ferdinando (NC-jeune) (SD)
│  │  │  │  │
│  │  │  │  └─>Silvia (1616-1616) (SD)
│  │  │  │  .
│  │  │  │  x3 1626 Fulvia (ca 1609-NC), fille de Basilio II, comte de Collalto et de Collaltina
│  │  │  │  │
│  │  │  │  └─>Basilio (1627-1702) (SDC)
│  │  │  │
│  │  │  ├─>Gianfrancesco (NC-1650), prieur du 
Montferrat
 (SD)
│  │  │  │
│  │  │  ├─>Vincenzo (NC), page à la cour impériale puis abbé (SD)
│  │  │  │
│  │  │  ├─>Giovanni Battista (NC) (SDC)
│  │  │  │
│  │  │  ├─>Giulia (NC-1623)
│  │  │  │  x 1602 Comte Roberto Avogadro de Brescia
│  │  │  │
│  │  │  ├─>Caterina (1583-NC), nonne à Mantoue (SD)
│  │  │  │
│  │  │  ├─>Galeazzo (NC), échanson de l'empereur 
Rodolphe II
 (SDC)
│  │  │  │
│  │  │  ├─>Luigi (1587-1633), primat de la basilique ducale Sant’Andrea à Mantoue (SD)
│  │  │  │
│  │  │  ├─>Massimiliano (1588-1613), ambassadeur de Toscane auprès de l'empereur 
Matthias I
er

│  │  │  │
│  │  │  ├─>Barbara (1591-NC), nonne à Mantoue (SD)
│  │  │  │
│  │  │  ├─>Eleonora (NC) (SDC)
│  │  │  │
│  │  │  ├─>Alberto (NC) (SDC)
│  │  │  │
│  │  │  └─>Maria (NC) (SDC)
│  │  │  .
│  │  │  x2 Diana Pecoroni, veuve de Louis Gonzague de Povoglio (SD)
│  │  │
│  │  ├─>Marcantonio (NC-1592), primat de la basilique ducale Sant’Andrea à Mantoue
│  │  │
│  │  └─>Laura (NC)
│  │     x Paolo Emilio Martinengo, seigneur d'Urago, Orzinuovi et Roccafranca
│  │
│  ├─>Rodolfo (NC-ap.1553), marquis de Poviglio
│  │  x1 Isabella Gonzaga, fille de Pirro Gonzague, seigneur de Gazzuolo et San Martino dell’Argine
│  │                          et d'Emilia Camilla Bentivoglio de Bologne (SD)
│  │  x2 Caterina Pico, fille de Galeotto II, comte de Concordia et d'Ippolita de Bozzolo
│  │  │
│  │  └─>Luigi (1538-1570), marquis de Poviglio
│  │  │  x Diana Pecoroni
│  │  │  │
│  │  │  ├─>Federico (NC), marquis de Poviglio
│  │  │  │  x Silvia, fille de Collaltino, comte de Collalto
│  │  │  │  │
│  │  │  │  ├─>Federico (NC), marquis de Poviglio (SDC)
│  │  │  │  │
│  │  │  │  └─>Elisabetta (1586-1620)
│  │  │  │     x Frédéric 
1
er
, marquis de Luzzara, cf. 
ci-dessus

│  │  │  │
│  │  │  ├─>Rodolfo (NC) (SDC)
│  │  │  │
│  │  │  ├─>Barbara (NC-1623)
│  │  │  │  x Pirro, comte d’Arco
│  │  │  │
│  │  │  ├─>Isabella (ou Elisabetta) (NC)
│  │  │  │  x Giovanni Vincenzo, comte d’Arco
│  │  │  │
│  │  │  ├─>Camilla (NC) (SDC)
│  │  │  │
│  │  │  ├─>Sestilia (NC) (SDC)
│  │  │  │
│  │  │  ├─>Margherita (NC) (SDC)
│  │  │  │
│  │  │  ├─>Luigia (NC) (SDC)
│  │  │  │
│  │  │  ├─>Lucrezia (NC) (SDC)
│  │  │  │
│  │  │  └─>Antonio, enfant naturel (NC) (SDC)
│  │  │
│  │  ├─>Antonia (NC-1572)
│  │  │  x Roberto Sanvitale, comte de Fontanellato
│  │  │
│  │  ├─>Orazio (NC) (SDC)
│  │  │
│  │  ├─>Ginevra (NC) (SDC)
│  │  │
│  │  ├─>Fabrizio (NC) (SDC)
│  │  │
│  │  ├─>Settimio (NC) (SDC)
│  │  │
│  │  ├─>Vittoria, enfant naturel (NC)
│  │  │  x Francesco Saraceni d'Arezzo
│  │  │
│  │  ├─>Giulio, enfant naturel (NC) (SDC)
│  │  │
│  │  ├─>Cesare, enfant naturel (NC) (SDC)
│  │  │
│  │  └─>Rodolfo, enfant naturel (NC) (SDC)
│  │
│  ├─>Guglielmo (NC-jeune) (SD)
│  │
│  ├─>Galeazzo (NC-jeune) (SD)
│  │
│  ├─>Elisabetta, nonne à San Giorgio (SD)
│  │
│  ├─>Margherita, nonne à San Giorgio (SD)
│  │
│  ├─>Angela (NC) (SD)
│  │
│  └─>Ippolita (NC-jeune) (SD)
│
├─>Lucrezia (NC-jeune), jumelle de Barbara (SD)
│
├─>Barbara (NC-jeune), jumelle de Lucrezia (SD)
│
├─>Giulia (14931-1544), nonne à Mantoue (SD)
│
├─>
Louis-Alexandre
 (1494-1549), 
co-seigneur de Luzzara
, de 
Castiglione
 et de 
Solférino
 avec son
│  │                            frère Jean-François de 1495 à 1521, puis seigneur unique
│  │                            de Castiglione et de Solférino (1521-1549)
│  │
│  └─>
lignée de Castiglione et Solférino

│
├─>Ettore (NC), enfant naturel
│  x Cornelia da Correggio Visconti, fille de Niccolò II, comte de Correggio et de Cassandra Colleoni
│  │
│  ├─>Rodolfo (NC (SDC)
│  │
│  ├─>Cassandra (NC
│  │  x Gabriele Ferrari de Crémone
│  │
│  └─>Barbara (NC)
│     x  Costantino Greco
│
├─>Domitilla, enfant naturelle, chanoinesse à San Giorgio (SD)
│
└─>Angelica, enfant naturelle, chanoinesse à San Giorgio (SD)
```